# 科隆泽勒
科隆泽勒（法語：Colonzelle，法語發音：[kɔlɔ̃zɛl]）是法国德龙省的一个市镇，属于尼永斯区。

## 地理
科隆泽勒（44°23'35"N, 4°54'2"E）面积6.06 平方千米，位于法国奥弗涅-罗讷-阿尔卑斯大区德龙省，该省份为法国东南部内陆省份，北起顺时针与伊泽尔省、上阿尔卑斯省、上普罗旺斯阿尔卑斯省、沃克吕兹省和阿尔代什省接壤。
与科隆泽勒接壤的市镇（或旧市镇、城区）包括：沙马雷、格里尼昂、洛宗河畔蒙塞居尔、格里永、里什朗什。

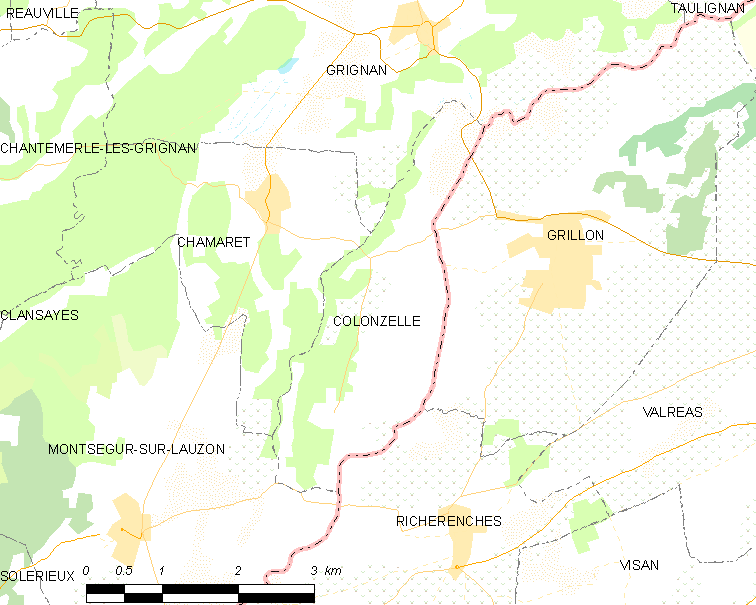
科隆泽勒的OSM定位图

科隆泽勒的时区为UTC+01:00、UTC+02:00（夏令时）。

## 行政
科隆泽勒的邮政编码为26230，INSEE市镇编码为26099。

## 政治
科隆泽勒所属的省级选区为格里尼昂县。

## 人口

1962-2008年间科隆泽勒人口变化图示

科隆泽勒于2022年1月1日时的人口数量为528人。